# عنكبوت الحظيرة
عنكبوت الحظيرة (الاسم العلمي Araneus cavaticus)، نوع عناكب من جنس السك وينتمي إلى فصيلة العنكبوت الغازل المداري. موطنه أمريكا الشمالية. يطول نحو 20 مم.